# 김육비
김육비(金堉碑)는 대한민국 충청남도 아산시 신창면 읍내리에 있는, 조선 현종 때 대동법을 주장하여 시행토록 한 김육 선생의 공을 기리기 위해 세운 비이다. 1984년 5월 17일 충청남도의 문화재자료 제237호로 지정되었다.

## 개요
조선 현종 때, 대동법을 주장하여 시행토록 한 김육 선생의 공을 기리기 위해 세운 비이다.
김육(1580∼1658)은 실학사상을 바탕으로 제도개혁을 추진한 조선 후기의 문신이다. 선조 38년(1605) 과거에 급제하여 관직에 나아가 충청도 관찰사, 도승지, 우의정, 좌의정, 영의정 등을 지냈다. 그는 특히 각 지방의 토산물을 바치게 하는 공물법을 폐지하고 쌀과 포로 대신하는 대동법의 실시를 주장하였는데, 이 대동법의 실시로 농민의 부담을 줄이고, 국가의 재정도 나름대로 확보하게 되었다.
비는 거북받침 위에 비몸을 세우고 머릿돌을 얹었다. 머릿돌에는 서로 노려 보는 두 마리의 용의 모습을 생동감 있게 조각해 놓았다. 비에 새긴 '순치 17년명'이라는 기록으로 보아, 현종 1년(1660)에 이 비를 세웠던 것으로 짐작된다.

## 같이 보기
- 김육
- 대동법

## 참고 문헌
- 김육비 - 국가유산청 국가유산포털